# カリバピ
カリバピ（Kapisanan ng Paglilingkod sa Bagong Pilipinas、新生フィリピン奉仕団）は、日本統治時代に唯一の国家政党として活動したフィリピンのファシスト政党である。これは、日本の大政翼賛会のフィリピン版であることが意図されていた。

## 歴史
ホルヘ・B・ヴァルガスの指導の下、フィリピン行政委員会（Komisyong Tagapagpagaganap ng Pilipinas）によって結成されたこの党は、1942年12月8日に可決されたPECの109号公布令（既存のすべての政党を禁止し、新たな統治連合を創設する法律）によって創設された。日本は、親日派のガナップ党を含む島のすべての政党をすでに解散しており、カリバピは、この地域のフィリピン人ナショナリズムを利用しながら、占領を支持するための大衆運動として設立された。「組織の愛国的基盤を強調するため」にフィリピンの作家で国民的英雄ホセ・リサールの命日である1942年12月30日に発足したカリバピは、ベニグノ・アキノ・シニア事務局長を筆頭に、ピオ・デュランを事務局長兼実質的な副司令官に、ガナップ党の党首であるベニグノ・ラモスを執行委員会のメンバーとして迎えた。3人はフィリピンを巡回し、現地で党組織を立ち上げ、大衆集会で「大東亜共栄圏」をアピールした。
日本人にとってカリバピは、1943年半ばに役割を拡大する前の初期段階では労働者募集サービスとしての役割を果たしていた。新憲法の作成と新国民議会の設立はカリバピに委ねられ、その結果、アキノが議長に任命された（後任はカミロ・オシアスが事務局長に就任した）。議会の54人の議員はすべてカリバピのメンバーであったが、そのうち33人は侵攻前に選挙で選ばれた役職に就いていた。カリバピの公称会員数はすぐに数十万人に達した。1943年10月14日、ホセ・ラウレルと彼のカリバピ政権の下で、島々はフィリピン第二共和国として正式に独立を宣言した。これは、カリバピが日本の指示で1943年半ばに設立したフィリピン独立準備委員会によって達成された。
カリバピは非常にナショナリズムな立場から、タガログ語をフィリピン人のアイデンティティーの中心的な特徴として普及させる取り組みを積極的に行っていた。そのために、まだタガログ語に精通していない人でもすぐに習得できるように、1000語の言語を簡略化したものが宣伝された。ラウレル政権の一般的なナショナリズムは、特にラウレルがアメリカとイギリスへの宣戦布告を拒否していたため、日本との関係を緊張させた。そのため、日本側はラモスに1944年11月に新しいグループ「マカピリ」を結成して日本に対してより具体的な軍事支援を行うように指示した。
カリバピは、日本の降伏後、一部の指導者が共謀罪や反逆罪で逮捕されて消滅した。1946年フィリピン総選挙にはカリバピの元候補者は立候補しておらず、逮捕されなかった者の中にはフィリピンに潜伏したり、日本に亡命したり、復讐に燃えるフィリピン人や共産主義者と同調したフクバラハップのメンバーによって処刑された者もいた。